# Mixocera albimargo
Mixocera albimargo är en fjärilsart som beskrevs av W. Warren 1901. Mixocera albimargo ingår i släktet Mixocera och familjen mätare. Inga underarter finns listade i Catalogue of Life.